# Paniegekko madjo
Genre
Espèce
Synonymes
- Bavayia madjo Bauer, Jones & Sadlier, 2000

Statut de conservation UICN

 NT  : Quasi menacé
Paniegekko madjo, unique représentant du genre Paniegekko, est une espèce de gecko de la famille des Diplodactylidae.

## Répartition
Cette espèce est endémique de Nouvelle-Calédonie. Elle se rencontre sur les monts Mont Panié et Ignambi.

## Description
C'est un gecko arboricole, nocturne et insectivore.

## Publications originales
- Bauer, Jones & Sadlier, 2000 : A new high-elevation Bavayia (Reptilia: Diplodactylidae) from northeastern New Caledonia. Pacific Science, vol. 54, n. 1, p. 63-69 (texte intégral).
- Bauer, Jackman, Sadlier & Whitaker, 2012 : Revision of the giant geckos of New Caledonia (Reptilia: Diplodactylidae: Rhacodactylus). Zootaxa, n. 3404, p. 1–52